# Bredsjön (Lekvattnets socken, Värmland)
Bredsjön är en sjö i Sunne kommun och Torsby kommun i Värmland och ingår i Göta älvs huvudavrinningsområde. Sjön är 18 meter djup, har en yta på 0,177 kvadratkilometer och är belägen 256,5 meter över havet. Sjön avvattnas av vattendraget Granån.

## Delavrinningsområde
Bredsjön ingår i det delavrinningsområde (666863-132911) som SMHI kallar för Utloppet av Bredsjön. Medelhöjden är 356 meter över havet och ytan är 38,91 kvadratkilometer. Det finns inga avrinningsområden uppströms utan avrinningsområdet är högsta punkten. Granån som avvattnar avrinningsområdet har biflödesordning 5, vilket innebär att vattnet flödar genom totalt 5 vattendrag innan det når havet efter 363 kilometer. Avrinningsområdet består mestadels av skog (78 procent) och sankmarker (13 procent). Avrinningsområdet har 0,49 kvadratkilometer vattenytor vilket ger det en sjöprocent på 1,3 procent.